# ＃バズ英語〜SNSで世界をみよう〜
＃バズ英語〜SNSで世界をみよう〜（ばずえいご　えすえぬえすでせかいをみよう）とは、NHK教育テレビジョン（Eテレ）の語学番組・英語情報番組である。
2020年4月3日から2021年3月18日までは『世界にいいね!つぶやき英語』として放送されていた。2021年4月1日から2024年3月23日までは『太田光のつぶやき英語』として放送されていた。2024年4月2日より『＃バズ英語〜SNSで世界をみよう〜』に改題された。時事英語やSNS英語などで使える英語表現も学べる番組。毎回テーマに沿った専門家とネイティブ講師を迎え、世界中の“つぶやき”を丁寧に読み解く。

## 概要
「世界のどこかでつぶやいている人がいる。どこで、誰が、どんな気持ちで?」というコンセプトで世界的なニュースや話題に関するSNS（Twitter、Instagram、Facebookなど）への実際の投稿を、専門家と一緒に英語で読み解くことで、新しい世界が見える英語情報番組。SNSで話題にのぼっている世界的に旬なニュースや話題を、英語ツイートや関連映像を交えて伝える。

### 世界にいいね!つぶやき英語
2020年4月3日の再放送を以て終了した『世界へ発信!SNS英語術』の後番組として制作された。
番組開始から間もなく、改正・新型インフルエンザ等対策特別措置法に基づく新型コロナウイルス緊急事態宣言が発令され、2020年4月7日にNHKは「ニュースなどを除いて外部からの出演者を入れた収録や生放送を当面見合わせる」と発表。2020年4月17日放送分から太田、ネイティブ講師、NHK所属者以外のゲストは、別室や自宅等からのリモート出演となり、スタジオは原則として保里が1人で進行していた（解説委員ら局所属者がゲストの場合は通常通りスタジオに出演）。6月5日から太田がスタジオ出演を再開し、7月から外部ゲストのスタジオ出演も順次再開された。ネイティブ講師のエリカは9月から、トムは10月から、それぞれスタジオ出演を再開した。なお、2021年1月の緊急事態宣言再発令時は、前回と異なり番組個別の判断に委ねられたこともあり、通常通り収録が行われている。

### 太田光のつぶやき英語
2021年4月1日放送分からは番組タイトルを『太田光のつぶやき英語』に改題することが同年2月10日に発表された。また、元日特番でゲスト出演していた森川葵が保里に代わる進行役として起用されることが3月11日に発表された。また、ゲストコメンテーターとして数回出演していた鳥飼玖美子がレギュラーコメンテーターとして加入する。それまでのネイティブ講師はトムのみ続投するが、別室からの声のみの出演に変更された。リニューアル当初、スタジオも通常は太田・森川・鳥飼の3名のみで進行され、ゲストコメンテーターは別スタジオから専門分野に対してのみコメントする形となっていたが、6月17日以降はゲストコメンテーターもスタジオに常駐するようになった。
2022年からスタジオセットやタイトルロゴがリニューアルされたほか、それまで文化人や専門家が中心だったゲスト枠に芸能人が招かれるケースが増えた。

### ＃バズ英語〜SNSで世界をみよう〜
2024年4月より番組タイトルを『＃バズ英語〜SNSで世界をみよう〜』に改題することが2024年3月5日に発表された。また放送時間をゴールデン帯の19:30 - 19:59に移動することも同時に発表された。
番組コンセプトも「世界でバズっているホットな話題を「SNS投稿」という切り口で深掘りし、人々の本音や多様な価値観に迫る。」というものに変更され、「エンタメ」「スポーツ」「世界の宿題」「世界の給食」など、親子で楽しめる情報も多く紹介するとした。また覚えておくと役立つ英語も解説する。
スタジオセットもリニューアルされ、「世界のホットな情報が集まるカフェ」として新装開店をした。

## 出演者

### 世界にいいね!つぶやき英語
（この節の出典）

#### MC
- 太田光（爆笑問題）
- 保里小百合（NHKアナウンサー）

太田は取り上げた内容について所見を述べるコメンテーターとしての役割で出演しており、英語を話す場面は少ない。そのことについて太田は「語学番組という意識がたまに飛んでるんだよね(笑)」と発言している。保里はアメリカ・ニューヨークで暮らした経験があり、「（米国で）8年培った英語力を初めて本格的に生かして、さらにブラッシュアップできる番組を担当できてうれしく思っています」と発言している。

#### ネイティブ講師
どちらか1名が出演。
- トム・ケイン
- エリカ・ウェストゲート

#### リポーター
- XXCLUB（大島育宙・早乙女零）

#### ナレーター
- Owen真樹

### 太田光のつぶやき英語
（この節の出典）

#### MC
- 太田光（爆笑問題）[17]
- 森川葵[18]

#### リポーター
ハリウッドインタビュー（映画インタビューコーナー）や大学訪問コーナーなどを担当する。
- XXCLUB（大島育宙・早乙女零）

#### 解説
- 鳥飼玖美子

#### つぶちゃんの声
つぶちゃんは2022年度のセットリニューアルより、喋るキャラクターとして登場。事実上のトムの後任である。
- ネルソン・バビンコイ（2022年4月 - 2023年3月）
- マシューまさるバロン（2023年4月 - 2024年3月）

#### ナレーター
- Owen真樹 - VTRパート担当
- トム・ケイン - スタジオパート担当（2021年度）。公式には「天の声」と表記。「世界にいいね!つぶやき英語」ではネイティブ講師として出演していたが、改題以降は声のみの出演に変更された一方、それまで保里が担っていた事務的な進行も担った[注釈 1]。

### ＃バズ英語〜SNSで世界をみよう〜
（この節の出典）

#### MC
- 太田光（爆笑問題）
- 森川葵

#### リポーター
- XXCLUB（大島育宙・早乙女零）

#### 解説
- 鳥飼玖美子

#### バズちゃん
- マシューまさるバロン（2024年4月 - ）

#### ナレーター
- Owen真樹

## 放送日時
(この節の出典)
放送日時はいずれもNHK Eテレ。放送時刻はいずれもJST。 

### 世界にいいね!つぶやき英語
番組開始当初の2020年度前期にあたる2020年4月3日から2020年9月26日までは、本放送が金曜日の21:30から21:55、再放送が土曜日の6:00から6:25に、2020年度後期にあたる2020年10月1日から2021年3月18日までは放送日時が変更となり、本放送が木曜日の22:50から23:15、再放送が金曜日の10:25から10:50にそれぞれ放送されていた。
| 放送期間     | 放送期間                      | 放送時間                                                                                                 | 放送局    | 出典・備考 |
| ------------ | ----------------------------- | --- | --------- | ---------- |
| 2020年度前期 | 2020年4月3日 - 2020年9月26日  | - 金曜日 21:30 - 21:55 - 土曜日 06:00 - 06:25（再放送） - 金曜日（本放送の翌週） 10:25 - 10:50（再放送） | NHK Eテレ | [ 22 ]     |
| 2020年度後期 | 2020年10月1日 - 2021年3月18日 | - 木曜日 22:50 - 23:15 - 金曜日 10:25 - 10:50（再放送）                                                  | NHK Eテレ | [ 23 ]     |

### 太田光のつぶやき英語
番組の改題とともに放送日時も変更となり、2021年度にあたる2021年4月1日から2022年3月31日までは、本放送が木曜日の22:55から23:20、再放送が金曜日の10:25から10:50に、2022年度にあたる2022年4月9日から2023年4月1日までは、本放送が土曜日の22:30から23:00、再放送が金曜日の10:25から10:50にそれぞれ放送されていた。2023年度にあたる2023年4月8日より、本放送が土曜日22:30から23:00、再放送が月曜日の15:00から15:30になった。
| 放送期間 | 放送期間                     | 放送時間                                                | 放送局    | 出典・備考    |
| -------- | ---------------------------- | ------------------------------------------------------- | --------- | ------------- |
| 2021年度 | 2021年4月1日 - 2022年3月31日 | - 木曜日 22:55 - 23:20 - 金曜日 10:25 - 10:50（再放送） | NHK Eテレ | [ 24 ] [ 25 ] |
| 2022年度 | 2022年4月9日 - 2023年4月1日  | - 土曜日 22:30 - 23:00 - 月曜日 14:30 - 15:00（再放送） | NHK Eテレ | [ 26 ] [ 27 ] |
| 2023年度 | 2023年4月8日 - 2024年3月23日 | - 土曜日 22:30 - 23:00 - 月曜日 15:00 - 15:30（再放送） | NHK Eテレ | [ 28 ] [ 29 ] |

### ＃バズ英語〜SNSで世界をみよう〜
| 放送期間           | 放送期間                  | 放送時間                                                | 放送局    | 出典・備考           |
| ------------------ | ------------------------- | ------------------------------------------------------- | --------- | -------------------- |
| 2024年度、2025年度 | 2024年4月2日 - （放送中） | - 火曜日 19:30 - 19:59 - 月曜日 15:00 - 15:29（再放送） | NHK Eテレ | [ 30 ] [ 31 ] [ 32 ] |

## 放送リスト

### 2020年度
| 回  | 放送日         | テーマ                                                 | ゲストコメンテーター                             | 備考                                            | 出典   |
| --- | -------------- | ------------------------------------------------------ | ------------------------------------------------ | ----------------------------------------------- | ------ |
| 1   | 2020年4月3日   | SNSでみる新型コロナ情報                                | 古田大輔（メディアコラボ代表）                   |                                                 | [ 34 ] |
| 2   | 2020年4月10日  | 驚き!パラスポーツ マーゴット・ロビー登場               | 為末大（元陸上競技選手）                         | [ 注釈 2 ] [ 注釈 3 ]                           | [ 35 ] |
| 3   | 2020年4月17日  | コロナクライシス 世界経済への影響                      | 櫻井玲子（NHK解説委員）                          | [ 注釈 4 ] [ 注釈 5 ]                           | [ 36 ] |
| 4   | 2020年4月24日  | #デジタルヘルス IT医療最前線                           | 柳瀬博一（東京工業大学教授）                     |                                                 | [ 37 ] |
| 5   | 2020年5月1日   | SNSで楽しむステイホーム                                | 古田大輔                                         |                                                 | [ 38 ] |
| 6   | 2020年5月8日   | 世界の"プレッパー"～あなたは、何を備えますか？～       | 佐々木俊尚（ジャーナリスト）                     |                                                 | [ 39 ] |
| 7   | 2020年5月22日  | 世界の在宅ワーク                                       | 三輪誠司（NHK解説委員）                          | [ 注釈 6 ]                                      | [ 40 ] |
| 8   | 2020年5月29日  | 大気汚染改善!? コロナから何学ぶ？                      | 柳瀬博一                                         |                                                 | [ 41 ] |
| 9   | 2020年6月5日   | 木村花さん 海外からの投稿                              | 古田大輔                                         | [ 注釈 7 ] [ 注釈 8 ]                           | [ 42 ] |
| 10  | 2020年6月12日  | バーチャルトラベルで世界旅行!                          | 詩歩（写真家）                                   | [ 注釈 9 ]                                      | [ 43 ] |
| 11  | 2020年6月19日  | ブラック・ライブズ・マター 世界の投稿                  | 佐々木俊尚                                       | [ 注釈 10 ]                                     | [ 44 ] |
| 12  | 2020年6月26日  | 海外から見た コロナ禍の"ニッポン"                      | 岡田兵吾（マイクロソフトアジア太平洋地区本部長） |                                                 | [ 45 ] |
| 13  | 2020年7月3日   | リーダーの名スピーチ コロナ禍で注目された首相は?       | 鳥飼玖美子（立教大学名誉教授） 古田大輔          | [ 注釈 11 ]                                     | [ 46 ] |
| 14  | 2020年7月10日  | トランプ大統領の投稿を読み解く                         | 高橋祐介（NHK解説委員）                          |                                                 | [ 47 ] |
| 15  | 2020年{7月24日 | 世界の最先端トレーニング                               | 中野ジェームズ修一（フィジカルトレーナー）       |                                                 | [ 48 ] |
| 16  | 2020年7月31日  | ストリートビューにみつけた故人の姿…                    | 佐々木俊尚                                       |                                                 | [ 49 ] |
| 17  | 2020年8月28日  | 周庭さんへ…世界の投稿 戦後75年SNSでの議論              | 古田大輔                                         |                                                 | [ 50 ] |
| 18  | 2020年9月4日   | 宇宙ビジネス最前線 ペルセウス座流星群                  | 岩本裕之（宇宙航空研究開発機構）                 | [ 注釈 12 ] [ 注釈 13 ] [ 注釈 14 ] [ 注釈 15 ] | [ 51 ] |
| 19  | 2020年9月11日  | #あなたはどこに？ ノーラン監督「映画への思い」         | 高橋祐介                                         |                                                 | [ 52 ] |
| 20  | 2020年10月1日  | コロナ禍の世界お笑い事情                               | 塚越健司（拓殖大学非常勤講師）                   | [ 注釈 16 ]                                     | [ 53 ] |
| 21  | 2020年10月8日  | SNSで迫る! 大坂なおみの素顔                            | 為末大 小澤ギエルモ・カズオ                      |                                                 | [ 54 ] |
| 22  | 2020年10月15日 | 世界の新常識! 最新マスク事情                           | 古田大輔                                         |                                                 | [ 55 ] |
| 23  | 2020年10月22日 | SNSで見る! 激戦! アメリカ大統領選                      | 高橋祐介                                         | [ 注釈 17 ]                                     | [ 56 ] |
| 24  | 2020年10月29日 | 今注目! 最高裁判事の女たち                             | 鳥飼玖美子                                       | [ 注釈 18 ] [ 注釈 15 ]                         | [ 57 ] |
| 25  | 2020年11月5日  | SNSと現代アイドル ～BTS 世界の投稿から～               | 佐々木俊尚                                       | [ 注釈 19 ]                                     | [ 58 ] |
| 26  | 2020年11月12日 | コロナ禍で進化! ファッション最前線                     | 松下久美（ファッションビジネスジャーナリスト）   |                                                 | [ 59 ] |
| 27  | 2020年11月19日 | SNSで見るアメリカ大統領選 その後                       | 竹下隆一郎（ハフポスト日本版編集長）             |                                                 | [ 60 ] |
| 28  | 2020年11月26日 | 「愛の不時着」世界からの投稿                           | 鳥飼玖美子                                       |                                                 | [ 61 ] |
| 29  | 2020年12月3日  | #Lockdown2 長引くコロナ禍に世界は…？                   | 佐々木俊尚                                       |                                                 | [ 62 ] |
| 30  | 2020年12月10日 | SNSで満喫! 世界の鉄道旅                                | 中井精也（鉄道写真家）                           |                                                 | [ 63 ] |
| SP1 | 2021年1月1日   | 太田光のつぶやき英語2021                               | 森川葵（女優） 竹下隆一郎 鳥飼玖美子             | [ 注釈 20 ] [ 注釈 21 ] [ 注釈 22 ] [ 注釈 23 ] | [ 64 ] |
| 31  | 2021年1月14日  | #Vaccine 新型コロナのワクチン関連の投稿                | 佐々木俊尚                                       |                                                 | [ 65 ] |
| 32  | 2021年1月21日  | 留学せずにペラペラに!?新勉強法 #ジョン・レノンへの投稿 | 新井リオ（作家、デザイナー）                     |                                                 | [ 66 ] |
| 33  | 2021年1月28日  | SNSで見る 米・大統領就任式の舞台裏                     | 高橋祐介                                         |                                                 | [ 67 ] |
| 34  | 2021年2月4日   | 世界が注目! IT立国・ルワンダのコロナ対策               | 二村伸（NHK解説委員）                            |                                                 | [ 68 ] |
| 35  | 2021年2月11日  | フワちゃん英語勉強法 目指せ!世界のYoutuber             | フワちゃん（YouTuber）                           | [ 注釈 24 ]                                     | [ 69 ] |
| 36  | 2021年2月18日  | あなたはどう思う？キャンセル・カルチャー               | 佐々木俊尚                                       |                                                 | [ 70 ] |
| 37  | 2021年2月25日  | ミャンマーで何が?SNSに届く市民の声                     | 竹下隆一郎                                       |                                                 | [ 71 ] |
| 38  | 2021年3月4日   | #DontBeSilent 世界からの投稿                           | 鳥飼玖美子                                       |                                                 | [ 72 ] |
| 39  | 2021年3月11日  | #PrayForJapan 世界からの投稿                           | 佐々木俊尚                                       | [ 注釈 25 ] [ 注釈 26 ] [ 注釈 27 ]             | [ 73 ] |

### 2021年度
| 回  | 放送日         | テーマ                                                   | ゲストコメンテーター               | 備考                                            | 出典    |
| --- | -------------- | -------------------------------------------------------- | ---------------------------------- | ----------------------------------------------- | ------- |
| 40  | 2021年4月1日   | SNSで注目！"コロナ世代"の若者たち                        | 二村伸                             | [ 注釈 28 ] [ 注釈 29 ] [ 注釈 30 ]             | [ 75 ]  |
| 41  | 2021年4月8日   | #メーガン&ハリー イギリス王室を巡る世界からの投稿        | 二村伸                             | [ 注釈 31 ] [ 注釈 32 ]                         | [ 76 ]  |
| 42  | 2021年4月15日  | #StopAsianHate アジア系への差別をやめよう                | 高橋祐介                           |                                                 | [ 77 ]  |
| 43  | 2021年4月22日  | ワクチン接種したら何がしたい？ SNS時代のシニアライフ     | 佐々木俊尚                         |                                                 | [ 78 ]  |
| 44  | 2021年5月13日  | 世界トレンド1位！SNSでアート鑑賞                         |                                    |                                                 | [ 79 ]  |
| 45  | 2021年5月20日  | 冨永愛登場！世界のトップモデルも実践！SDGsな暮らしとは？ | 冨永愛（モデル）                   | [ 注釈 33 ] [ 注釈 34 ] [ 注釈 35 ] [ 注釈 36 ] | [ 80 ]  |
| 46  | 2021年5月27日  | SNSで話題「NFT」とは？ インドからの投稿                  | 竹下隆一郎                         |                                                 | [ 81 ]  |
| 47  | 2021年6月3日   | ミス・ユニバース22歳、ミャンマー代表の思い               | 藤下超（NHK解説委員）              |                                                 | [ 82 ]  |
| 48  | 2021年6月10日  | 大坂なおみの言葉 マスクなしの生活 MLB                    |                                    | [ 注釈 37 ] [ 注釈 38 ]                         | [ 83 ]  |
| 49  | 2021年6月17日  | SNSで話題！犬を職場に連れて行く日 イーロン・マスクの投稿 | 竹下隆一郎                         | [ 注釈 39 ]                                     | [ 84 ]  |
| 50  | 2021年6月24日  | 米政府から報告書!? UFOの日 留学モヤモヤ吹き飛ばせ！      | 高橋祐介                           | [ 注釈 40 ] [ 注釈 41 ]                         | [ 85 ]  |
| 51  | 2021年7月1日   | 自分らしく生きたい！ジェンダー関連の世界からの投稿       |                                    | [ 注釈 42 ] [ 注釈 41 ]                         | [ 86 ]  |
| 52  | 2021年7月8日   | 「新型コロナからの独立」!?アメリカ独立記念日の投稿       | 高橋祐介                           |                                                 | [ 87 ]  |
| 53  | 2021年7月15日  | 世界23か国に広がる一大イベント レコードの日!?            |                                    |                                                 | [ 88 ]  |
| 54  | 2021年9月2日   | SNSで見る世界の異常気象                                  |                                    | [ 注釈 43 ]                                     | [ 89 ]  |
| 55  | 2021年9月9日   | クイーン / #コロナが終わらない...                        |                                    |                                                 | [ 90 ]  |
| 56  | 2021年9月16日  | SNSで見るアフガニスタン情勢 眞子さま 海外からの投稿      | 高橋祐介                           |                                                 | [ 91 ]  |
| 57  | 2021年9月23日  | 北欧ライフスタイルの魅力 #Hygge                          | ノーラ・シロラ（フィンランド出身） | [ 注釈 44 ] [ 注釈 45 ]                         | [ 92 ]  |
| 58  | 2021年9月30日  | 世界の女性政治リーダー 注目のSNS活用術                   | 竹下隆一郎                         | [ 注釈 46 ] [ 注釈 45 ]                         | [ 93 ]  |
| 59  | 2021年10月7日  | 米タイム誌「世界で最も影響力のある100人」の投稿          |                                    |                                                 | [ 94 ]  |
| 60  | 2021年10月14日 | 世界のプリンス・プリンセス 注目のSNS発信                 |                                    | [ 注釈 47 ] [ 注釈 48 ]                         | [ 95 ]  |
| 61  | 2021年10月21日 | 必見! フワちゃんの英語勉強法 話題の韓国ドラマも登場!     | フワちゃん                         | [ 注釈 49 ] [ 注釈 45 ]                         | [ 96 ]  |
| 62  | 2021年10月28日 | 全米ハロウィーン最前線 人気の仮装は？                    |                                    |                                                 | [ 97 ]  |
| 62  | 2021年11月4日  | 体感！SNSで世界の街歩き                                  |                                    |                                                 | [ 98 ]  |
| 63  | 2021年11月11日 | アフガニスタンの子供たちは? / COP26注目の投稿            |                                    |                                                 | [ 99 ]  |
| 64  | 2021年11月18日 | 冨永愛のSDGsなライフスタイル                             | 冨永愛                             | [ 注釈 50 ] [ 注釈 34 ] [ 注釈 36 ]             | [ 100 ] |
| 65  | 2021年11月25日 | 歌って英語学習!? 女王の言葉の英語は？                    |                                    |                                                 | [ 101 ] |
| 66  | 2021年12月2日  | コロナ世代の本音～東京大学～                             |                                    | [ 注釈 51 ] [ 注釈 52 ]                         | [ 102 ] |
| SP2 | 2021年12月31日 | 大みそかSP 2021年注目のハッシュタグ 小林克也登場         | 小林克也 竹下隆一郎                | [ 注釈 53 ] [ 注釈 30 ] [ 注釈 54 ]             | [ 103 ] |
| 67  | 2022年1月20日  | 一挙公開！年末年始のハッシュタグ                         |                                    |                                                 | [ 104 ] |
| 68  | 2022年1月27日  | まもなく冬季五輪！金メダリストのSNS                      | 見延和靖（フェンシング選手）       | [ 注釈 34 ]                                     | [ 105 ] |
| 69  | 2022年2月3日   | 今週注目のハッシュタグ！エリザベス女王、トンガ火山…      |                                    |                                                 | [ 106 ] |
| 70  | 2022年2月10日  | ハワイ特集！癒やしの海、絶景の夕日！コロナ禍での変化は？ | リサ・ステッグマイヤー（タレント） | [ 注釈 55 ] [ 注釈 56 ] [ 注釈 30 ]             | [ 107 ] |
| 71  | 2022年2月17日  | オリンピックで大喜利!? SNSで見るウクライナ               | 安間英夫（NHK解説委員）            | [ 注釈 57 ]                                     | [ 108 ] |
| 72  | 2022年2月24日  | SNSで話題沸騰！NFTとは？ちょっとした英語で身近に!?       |                                    | [ 注釈 58 ]                                     | [ 109 ] |
| 73  | 2022年3月3日   | ウクライナ軍事侵攻 現地の投稿                            |                                    |                                                 | [ 110 ] |
| 74  | 2022年3月10日  | 挑戦！英語のクイズ 今週注目のハッシュタグ                |                                    | [ 注釈 59 ]                                     | [ 111 ] |

### 2022年度
2022年3月31日放送分は2021年度の放送枠での放送であるが、番組のフォーマットはこの回から新年度のものとなったため、便宜上こちらに含める。
| 回  | 放送日         | テーマ                                                      | ゲスト                                     | 備考                                | 出典    |
| --- | -------------- | ----------------------------------------------------------- | ------------------------------------------ | ----------------------------------- | ------- |
| 75  | 2022年3月31日  | 米アカデミー賞 ウクライナに栄光を! SNSで注目の歌            |                                            | [ 注釈 60 ] [ 注釈 61 ]             | [ 112 ] |
| 76  | 2022年4月9日   | グラミー賞三冠! オリヴィアの注目の歌詞 おもしろハッシュタグ |                                            | [ 注釈 62 ]                         | [ 113 ] |
| 77  | 2022年4月16日  | 土曜日は猫の日!?おもしろハッシュタグ ウクライナ最新投稿     |                                            |                                     | [ 113 ] |
| 78  | 2022年4月23日  | こがけん登場! 洋画から学ぶ英会話                            | こがけん（お笑い芸人）                     |                                     | [ 114 ] |
| SP3 | 2022年4月29日  | ウクライナ特別編 SNSで見る市民たちの戦争                    |                                            | [ 注釈 63 ] [ 注釈 64 ]             | [ 115 ] |
| 79  | 2022年5月7日   | ギタリスト MIYAVI登場! メタバース最前線                     | MIYAVI（ギタリスト）                       | [ 注釈 65 ]                         | [ 116 ] |
| 80  | 2022年5月14日  | 豪華! セレブのドレス姿 ペットの日 春の片づけ                |                                            |                                     | [ 117 ] |
| 81  | 2022年5月28日  | トム・クルーズも! 昔の写真の投稿 #マリウポリを救え!         |                                            | [ 注釈 65 ]                         | [ 118 ] |
| 82  | 2022年6月4日   | フワちゃんが英語で堪能! 世界のグルメ                        | フワちゃん                                 |                                     | [ 119 ] |
| 83  | 2022年6月11日  | SNSで体感! エリザベス女王即位70年イベント                   |                                            | [ 注釈 66 ] [ 注釈 67 ]             | [ 120 ] |
| 84  | 2022年6月18日  | 世界で大人気! キッズ動画とは? 小島よしおも参戦!?            | 小島よしお（タレント）                     |                                     | [ 121 ] |
| 85  | 2022年6月25日  | ミッツ・マングローブと見るLGBTQ関連の投稿                   | ミッツ・マングローブ（タレント）           |                                     | [ 122 ] |
| 86  | 2022年7月2日   | SNS注目! 最新セレブニュース                                 | ゆりやんレトリィバァ（タレント）           |                                     | [ 123 ] |
| 87  | 2022年7月16日  | オタク文化が熱い! 世界のオタクとつながろう                  | 市川紗椰（モデル）                         |                                     | [ 124 ] |
| 88  | 2022年7月29日  | ハッシュタグで見るアメリカ バズ・ライトイヤーの言葉         |                                            | [ 注釈 68 ] [ 注釈 69 ] [ 注釈 65 ] | [ 125 ] |
| SP4 | 2022年7月30日  | グローバルリーダーって誰だ？59分拡大版SP                    | フワちゃん                                 | [ 注釈 70 ] [ 注釈 71 ]             | [ 126 ] |
| 89  | 2022年9月3日   | 世界で異常気象 #HeatApocalypse 熱の黙示録                   |                                            | [ 注釈 65 ] [ 注釈 72 ]             | [ 127 ] |
| 90  | 2022年9月10日  | ウエンツ瑛士登場! ハッシュタグで案内! ロンドン観光スポット  | ウエンツ瑛士（タレント）                   |                                     | [ 128 ] |
| 91  | 2022年9月17日  | エリザベス女王 追悼投稿 SNSで迫るeスポーツ最前線            | ケイン・コスギ（タレント）                 |                                     | [ 129 ] |
| 92  | 2022年9月24日  | 世界をにぎわすBuzz動画 デーブ・スペクターのギャグ投稿       | デーブ・スペクター（タレント）             |                                     | [ 130 ] |
| 93  | 2022年10月1日  | 世界の秋をSNSで体感! 月にまつわる英語表現                   |                                            |                                     | [ 131 ] |
| 94  | 2022年10月8日  | 青山テルマ登場! SNS×最新ミュージック イグ・ノーベル賞       | 青山テルマ（歌手）                         |                                     | [ 132 ] |
| 95  | 2022年10月15日 | ロシアのウクライナ軍事侵攻から8か月 世界からの投稿          |                                            |                                     | [ 133 ] |
| 96  | 2022年10月22日 | 森泉登場!セレブのペット投稿 動物の英語慣用句                | 森泉（モデル）                             |                                     | [ 134 ] |
| 97  | 2022年11月12日 | #Midterms2022 アメリカ中間選挙                              | 高橋祐介                                   | [ 注釈 73 ] [ 注釈 65 ]             | [ 135 ] |
| 98  | 2022年11月19日 | 森崎ウィン登場! リアル・ハリウッドへの道 ミャンマー特集     | 森崎ウィン（歌手）                         |                                     | [ 136 ] |
| 99  | 2022年11月26日 | #ElonMusk Twitterはどこに向かう?                            |                                            |                                     | [ 137 ] |
| 100 | 2022年12月3日  | 世界のSNS英語勉強法 サッカーW杯関連投稿／ラランド           | ラランド（お笑いコンビ）                   |                                     | [ 138 ] |
| 101 | 2022年12月10日 | SNSで体感!北欧クリスマス特集 LiLiCo登場                     | LiLiCo（映画コメンテーター）               |                                     | [ 139 ] |
| 102 | 2022年12月17日 | 岡本圭人登場! 最新ブロードウェイ&NY事情                     | 岡本圭人（俳優）                           |                                     | [ 140 ] |
| SP5 | 2022年12月31日 | SNSで2022年を振り返り! 大みそかSP                           | 吹石一恵（女優） 市川紗椰 幸本澄樹（俳優） | [ 注釈 74 ] [ 注釈 75 ] [ 注釈 76 ] | [ 141 ] |
| 103 | 2023年1月21日  | 世界の年越し投稿 ハリー王子が自伝を出版 SNSの反応は         |                                            | [ 注釈 77 ] [ 注釈 65 ]             | [ 142 ] |
| 104 | 2023年1月28日  | 趣味に鉄道に...世界のオタク投稿 Part2／市川紗椰             | 市川紗椰                                   |                                     | [ 143 ] |
| 105 | 2023年2月4日   | SNSで話題! #AIアートの世界                                  | 佐々木俊尚                                 |                                     | [ 144 ] |
| 106 | 2023年2月11日  | 世界が注目! インド映画 インド発!人気インフルエンサー        | コムアイ（水曜日のカンパネラ）             |                                     | [ 145 ] |
| 107 | 2023年2月25日  | SNSで体感! 世界の冬の楽しみ方                               | ノーラ・シロラ                             |                                     | [ 146 ] |
| 108 | 2023年3月4日   | 上白石萌音登場! SNSで巡る魅惑の本の世界                     | 上白石萌音（女優）                         |                                     | [ 147 ] |
| 109 | 2023年3月11日  | 期末テスト/トルコ・シリア大地震 SNSで広がる支援の輪         |                                            |                                     | [ 148 ] |
| 110 | 2023年3月25日  | #ExploreJapan/日本発!シティポップの魅力                     | クリス・ハート                             |                                     | [ 149 ] |
| 111 | 2023年4月1日   | SNSで見る宇宙最前線                                         |                                            |                                     | [ 150 ] |

### 2023年度
| 回  | 放送日         | テーマ                                           | ゲスト                               | 備考 | 出典            |
| --- | -------------- | ------------------------------------------------ | ------------------------------------ | ---- | --------------- |
| 112 | 2023年4月8日   | #FunScience 楽しく学べるサイエンス動画           | 五十嵐美樹                           |      | [ 151 ]         |
| 113 | 2023年4月15日  | #UrbanSports 世界のアーバンスポーツ特集          | 鈴木智也                             |      | [ 152 ]         |
| 114 | 2023年4月22日  | #BeYourself SNS発!世界のダイバーシティー         | 西村宏堂                             |      | [ 153 ]         |
| 115 | 2023年4月29日  | #Invention 奇想天外!世界のユニーク発明投稿       |                                      |      | [ 154 ]         |
| SP6 | 2023年5月5日   | #ChildrensDay 子どもの日SP                       | 木村昴                               |      | [ 155 ]         |
| 116 | 2023年5月13日  | SNSで見るイギリス戴冠式 #Coronation              |                                      |      | [ 156 ]         |
| 117 | 2023年5月20日  | SNSで話題!世界の日本庭園Lover/スウェーデン夏至祭 | 村雨辰剛                             |      | [ 157 ]         |
| 118 | 2023年6月10日  | 世界に発信!シニア世代の“グランフルエンサー”たち  |                                      |      | [ 158 ]         |
| 119 | 2023年6月17日  | SNSで深掘り!アメリカMLB特集/野球英語             | 井口資仁                             |      | [ 159 ]         |
| 120 | 2023年6月24日  | SNSで見る世界のAIロボット最前線                  |                                      |      | [ 160 ]         |
| 121 | 2023年7月8日   | SNSで世界に人気拡散!K-POP特集                    | 森迫永依                             |      | [ 161 ]         |
| 122 | 2023年7月22日  | SNSで読み解く世界の難民問題                      |                                      |      | [ 162 ]         |
| 123 | 2023年7月29日  | SNSで見る黒人文化と#HipHop                       | Awich                                |      | [ 163 ]         |
| SP7 | 2023年8月11日  | 世界の夏休みスペシャル                           |                                      |      | [ 164 ]         |
| 124 | 2023年8月12日  | SNSで話題!夏のフィットネス特集                   | AYA                                  |      | [ 165 ]         |
| 125 | 2023年9月16日  | SNSで振り返る2023夏                              |                                      |      | [ 166 ]         |
| 126 | 2023年9月23日  | 今SNSが熱い!ラグビー特集                         | DJ KOO                               |      | [ 167 ]         |
| 127 | 2023年9月30日  | SNSで注目!ハリウッドストライキ                   | 平岳大                               |      | [ 168 ]         |
| 128 | 2023年10月14日 | SNSをにぎわす読書&鉄道の秋                       | 市川紗椰                             |      | [ 169 ]         |
| 129 | 2023年10月21日 | SNSで見るイギリスの生活費危機                    |                                      |      | [ 170 ]         |
| 130 | 2023年10月28日 | SNSが沸いた!ハロウィーンマジック                 | HARA                                 |      | [ 171 ]         |
| 131 | 2023年11月11日 | SNSが活躍!アメリカの医療現場                     | 加藤友朗                             |      | [ 172 ]         |
| 132 | 2023年11月18日 | SNSで楽しむ!北欧デンマークのヒュッゲな暮らし     | ニコライ・バーグマン                 |      | [ 173 ]         |
| 133 | 2023年12月9日  | SNSで追う!野生動物の姿                           |                                      |      | [ 174 ]         |
| 134 | 2023年12月16日 | SNSで共感!ディズニーの夢と魔法                   | 宇垣美里                             |      | [ 175 ]         |
| 135 | 2023年12月31日 | とにかく明るい大みそかスペシャル                 | とにかく明るい安村 布袋寅泰 市川紗椰 |      | [ 176 ]         |
| 136 | 2024年1月20日  | SNSでほっこり!世界の年末年始                     |                                      |      | [ 177 ]         |
| 137 | 2024年1月27日  | SNSで旅気分!                                     | CRAZY COCO                           |      | [ 178 ]         |
| 138 | 2024年2月3日   | SNSと洋楽で学ぶ!イマドキ英語                     | 加藤友朗                             |      | [ 179 ] [ 180 ] |
| 139 | 2024年2月10日  | SNSで見る!世界の節約術                           | 国山ハセン                           |      | [ 181 ]         |
| 140 | 2024年2月17日  | 時速380kmで英語無線                              | 佐藤琢磨                             |      | [ 182 ]         |
| 141 | 2024年2月24日  | SNSで見る!海外の大相撲ブーム                     | 市川紗椰                             |      | [ 183 ]         |
| 142 | 2024年3月16日  | 海外SNSで人気!曜日ごとの定番ネタ                 |                                      |      | [ 184 ]         |
| 143 | 2024年3月23日  | SNSがZ世代にバズるの、なぁぜなぁぜ?              | 櫻井優衣 早瀬ノエル                  |      | [ 185 ]         |

### 2024年度
| 回  | 放送日         | テーマ                                       | ゲスト                                                   | 備考        | 出典            |
| --- | -------------- | -------------------------------------------- | -------------------------------------------------------- | ----------- | --------------- |
| 144 | 2024年4月2日   | インフルエンサーのバズポイント               | CRAZY COCO                                               | [ 注釈 78 ] | [ 187 ]         |
| 145 | 2024年4月9日   | 太田光が料理!?バズレシピ&春のライフハック術  | キンタロー。                                             |             | [ 188 ]         |
| 146 | 2024年4月16日  | 太田光もびっくり!クセが強いウルトラトレイル  |                                                          |             | [ 189 ]         |
| 147 | 2024年4月23日  | SNSで話題の“バケットリスト”                  | 井桁弘恵                                                 |             | [ 190 ]         |
| 148 | 2024年4月30日  | 最新医療情報&バズソングで英語を学ぼう        | 加藤友朗                                                 |             | [ 191 ]         |
| 149 | 2024年5月7日   | 海外でバズるアニソン&すしベイク              | ヒャダイン                                               |             | [ 192 ]         |
| 150 | 2024年5月28日  | バズソング生披露&世界的ファッションの祭典    | ミイナ・オカベ                                           |             | [ 193 ]         |
| 151 | 2024年6月4日   | ダンススポーツ「ブレイキン」の魅力!          | KENZO                                                    |             | [ 194 ]         |
| 152 | 2024年6月11日  | ライブカメラで世界の「今」を体感!            |                                                          |             | [ 195 ]         |
| 153 | 2024年6月18日  | Kカルチャー発!音楽・グルメ最新トレンド       | 森迫永依                                                 |             | [ 196 ]         |
| 154 | 2024年6月25日  | パワー!SNSで世界「新種」発見!                | なかやまきんに君                                         |             | [ 197 ]         |
| 155 | 2024年7月2日   | この夏、家族で未知なる旅とゲームを!          | CRAZY COCO                                               |             | [ 198 ]         |
| 156 | 2024年7月9日   | 始めようか天体観測 SNSを探して               | 篠原ともえ                                               |             | [ 199 ]         |
| 157 | 2024年7月16日  | ひんやり投稿&ホット投稿で夏を楽しむ          | 石田たくみ                                               |             | [ 200 ]         |
| 158 | 2024年9月3日   | SNSで話題のぐっすり投稿                      |                                                          |             | [ 201 ]         |
| 159 | 2024年9月10日  | 決定的瞬間!世界のアニマル投稿                | 柴田英嗣                                                 |             | [ 202 ]         |
| 160 | 2024年9月17日  | 世界を動かす!?SNS発信の流行語                |                                                          |             | [ 203 ]         |
| 161 | 2024年9月24日  | 食欲の秋・芸術の秋を楽しむ投稿!              | アンジェリーナ1/3                                        |             | [ 204 ]         |
| 162 | 2024年10月1日  | 世界をザワつかせるマンガ&アニソン            | ヒャダイン ロドリゴ・コロネル                            |             | [ 205 ] [ 206 ] |
| 163 | 2024年10月8日  | 秋の夜長にまったりチル!                      | 與那城奨 河野純喜                                        |             | [ 207 ]         |
| 164 | 2024年10月29日 | 世界のハロウィーン                           | ミイナ・オカベ                                           |             | [ 208 ]         |
| 165 | 2024年11月5日  | “HOT&ホッと”なバーベキュー最新事情           | たけだバーベキュー                                       |             | [ 209 ]         |
| 166 | 2024年11月12日 | SNSで発掘!世界のそっくりさん                 |                                                          |             | [ 210 ]         |
| 167 | 2024年11月19日 | 秋を楽しむあったかグルメ&ゲーム              | 福山梨乃 立花琴未                                        |             | [ 211 ]         |
| 168 | 2024年11月26日 | 動物たちのあんな姿・こんな姿                 |                                                          |             | [ 212 ]         |
| 169 | 2024年12月3日  | 天気を「科学」しよう!                        | 山田花凛                                                 |             | [ 213 ]         |
| 170 | 2024年12月10日 | ニューヨーク穴場スポット秋冬編               | 加藤友朗                                                 |             | [ 214 ]         |
| 171 | 2024年12月17日 | 奥が深い!世界のマラソン                      | 井上咲楽                                                 |             | [ 215 ]         |
| 172 | 2024年12月31日 | 大みそかSP「ゆくバズくるバズ」               | 許豊凡 池﨑理人 平岳大 チョコレートプラネット CRAZY COCO |             | [ 216 ] [ 217 ] |
| 173 | 2025年1月21日  | これまでの概念をバズっと一新!?               | 古里愛                                                   |             | [ 218 ]         |
| 174 | 2025年1月28日  | 心は春 いま行きたい海外おすすめスポット      | CRAZY COCO                                               |             | [ 219 ]         |
| 175 | 2025年2月4日   | SNSで話題沸騰!2月の風物詩                    |                                                          | [ 注釈 79 ] | [ 220 ]         |
| 176 | 2025年2月11日  | 世界で活躍する俳優が選ぶ2025年の注目トピック | 森崎ウィン                                               | [ 注釈 79 ] | [ 221 ]         |
| 177 | 2025年2月18日  | 知られざる!世界の春祭り                      | 平船智世子                                               |             | [ 222 ]         |
| 178 | 2025年2月25日  | 世界の脳トレにチャレンジ                     | 市川紗椰                                                 |             | [ 223 ]         |
| 179 | 2025年3月4日   | SNSをバズらせる動物たち                      |                                                          |             | [ 224 ]         |
| 180 | 2025年3月11日  | 世界で活躍する日本のお笑い芸人               | シューマッハ シバモア・ゲン                              |             | [ 225 ]         |

### 2025年度
| 回  | 放送日        | テーマ                                   | ゲスト                     | 備考 | 出典    |
| --- | ------------- | ---------------------------------------- | -------------------------- | ---- | ------- |
| 181 | 2025年4月1日  | エープリルフール&そっくりさん            |                            |      | [ 226 ] |
| 182 | 2025年4月8日  | 世界の“kawaii”最新事情                   | 福山梨乃 村川緋杏 音井結衣 |      | [ 227 ] |
| 183 | 2025年4月15日 | クセが強い!世界のおでかけスポット        |                            |      | [ 228 ] |
| 184 | 2025年4月22日 | 世界で満開!マンガ&フラワーアレンジメント | 丹生明里                   |      | [ 229 ] |
| 185 | 2025年5月13日 | 世界の国からハッピーバースデー           | BUS                        |      | [ 230 ] |
| 186 | 2025年5月20日 | 魅惑のカナダ&二拠点生活                  | IMALU                      |      | [ 231 ] |
| 187 | 2025年5月27日 | 世界こんなところにYouTuber!              |                            |      | [ 232 ] |
| 188 | 2025年6月3日  | 韓国最新トレンド&イギリス英語            | IS：SUE                    |      | [ 233 ] |
| 189 | 2025年6月10日 | 雨を楽しむ&虹と海のカラフル投稿          |                            |      | [ 234 ] |
| 190 | 2025年6月17日 | 世界の個性派ミュージアム&LAライフ        | 許豊凡 池﨑理人            |      | [ 235 ] |
| 191 | 2025年6月24日 | 夏のニューヨーク激アツイベント           | 加藤友朗                   |      | [ 236 ] |
| 192 | 2025年7月1日  | 多彩な魅力!オーストラリア                | 片寄涼太                   |      | [ 237 ] |
| 193 | 2025年7月8日  | 暑い夏に!クールスポット&ひんやりスイーツ |                            |      | [ 238 ] |
| 194 | 2025年7月15日 | 体感!カリフォルニア留学ライフ            | 宮沢氷魚                   |      | [ 239 ] |